# Pselliophora plagiata
Pselliophora plagiata är en tvåvingeart som beskrevs av Edwards 1926. Pselliophora plagiata ingår i släktet Pselliophora och familjen storharkrankar. Inga underarter finns listade i Catalogue of Life.